# Medullosales
Medullosales son plantas espermatofitas extintas clasificadas en el grupo de las pteridospermas. Se caracterizan por sus grandes óvulos con sección transversal circular , con un nucela vascularizada, polen complejo con órganos, tallos y raquis con estela bien dividida, y las hojas son similares a las frondas de los helechos.
Los tallos se describieron originalmente como polistélicos, pero ahora en realidad se piensa que fueron monostélicos, formados por trazas interconectadas que dan origen parcialmente a una estela altamente disectada. Las trazas individuales son alargadas tangencial o radialmente.
Las hojas fueron muy grandes y bifurcadas, con varias trazas foliares que provenían del tallo, las pínnulas individuales revelan una vena media prominente. La nucela está unida sólo en la base del tegumento, que está formado por tres capas: endotesta, esclerotesta y sarcotesta.
En ocasiones, este grupo ha sido considerado cercano a las cycadas, debido al parecido tamaño y estructura de sus óvulos  sin embargo, la simetría radial y la presencia de tres bordes longitudinales que se encuentran en los óvulos de algunos  fósiles de  Medullosales los distinguen de los de las cycadas, la tendencia actual predominante le agrupa en las pteridospermas.
En su mayoría eran plantas pequeñas o árboles de tamaño medio. La más grande fue probablemente Alethopteris, cuyas frondas llegaban a los 7 metros de largo y los árboles alcanzarían los 10 metros de altura. Especialmente durante el Moscoviense, muchos árboles medullosales eran de menor tamaño, con hojas bifurcadas de hasta 2 metros de largo similares a las de los helechos arborescentes  y al parecer cada vez más frondosos. Durante el Kasimoviense y el Gzheliense se desarrollaron frondas más pequeñas (por ejemplo, Odontopteris) que probablemente fueron arbustos y trepadoras.

## Galería

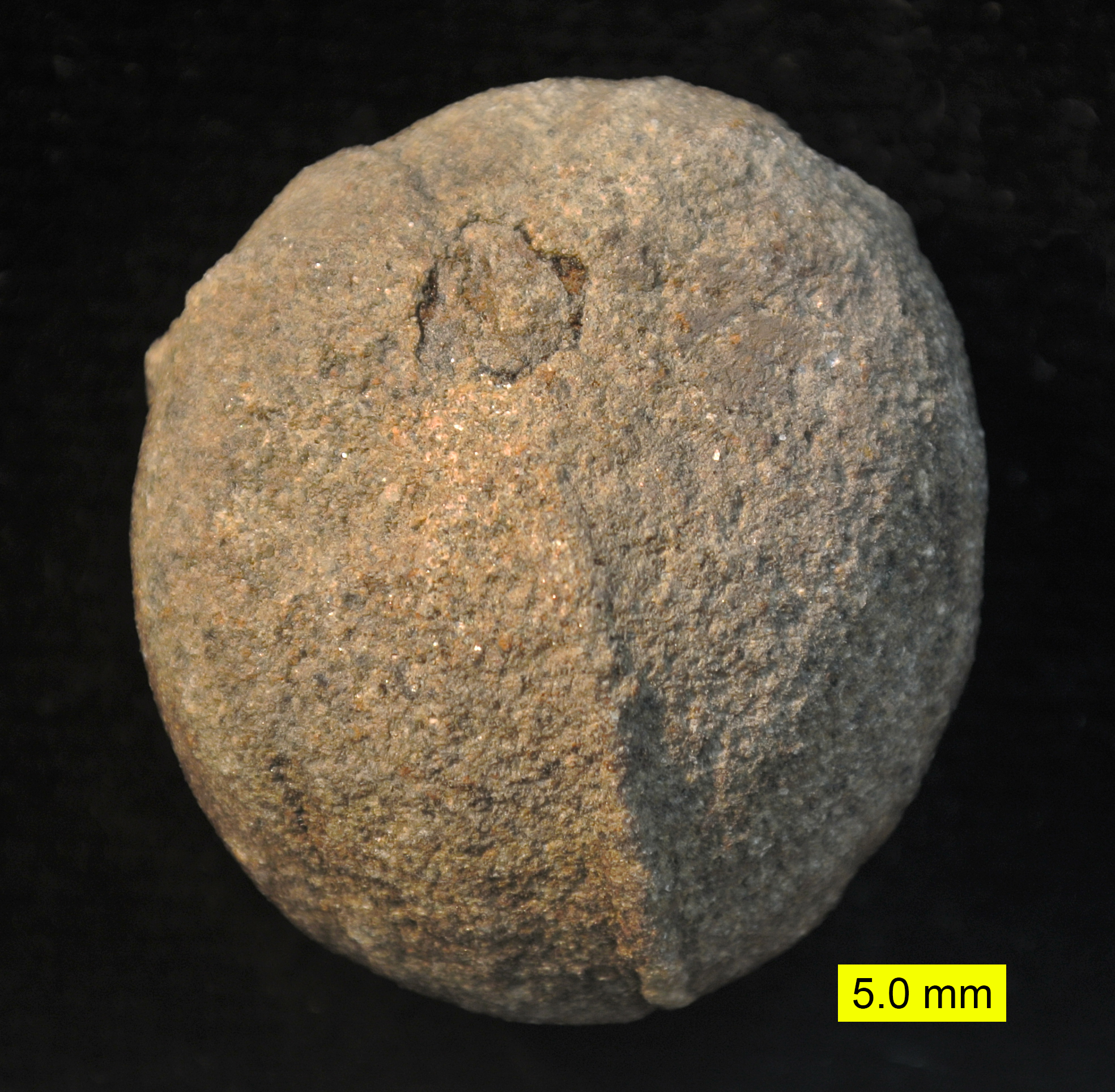
Óvulo de Trigonocarpus
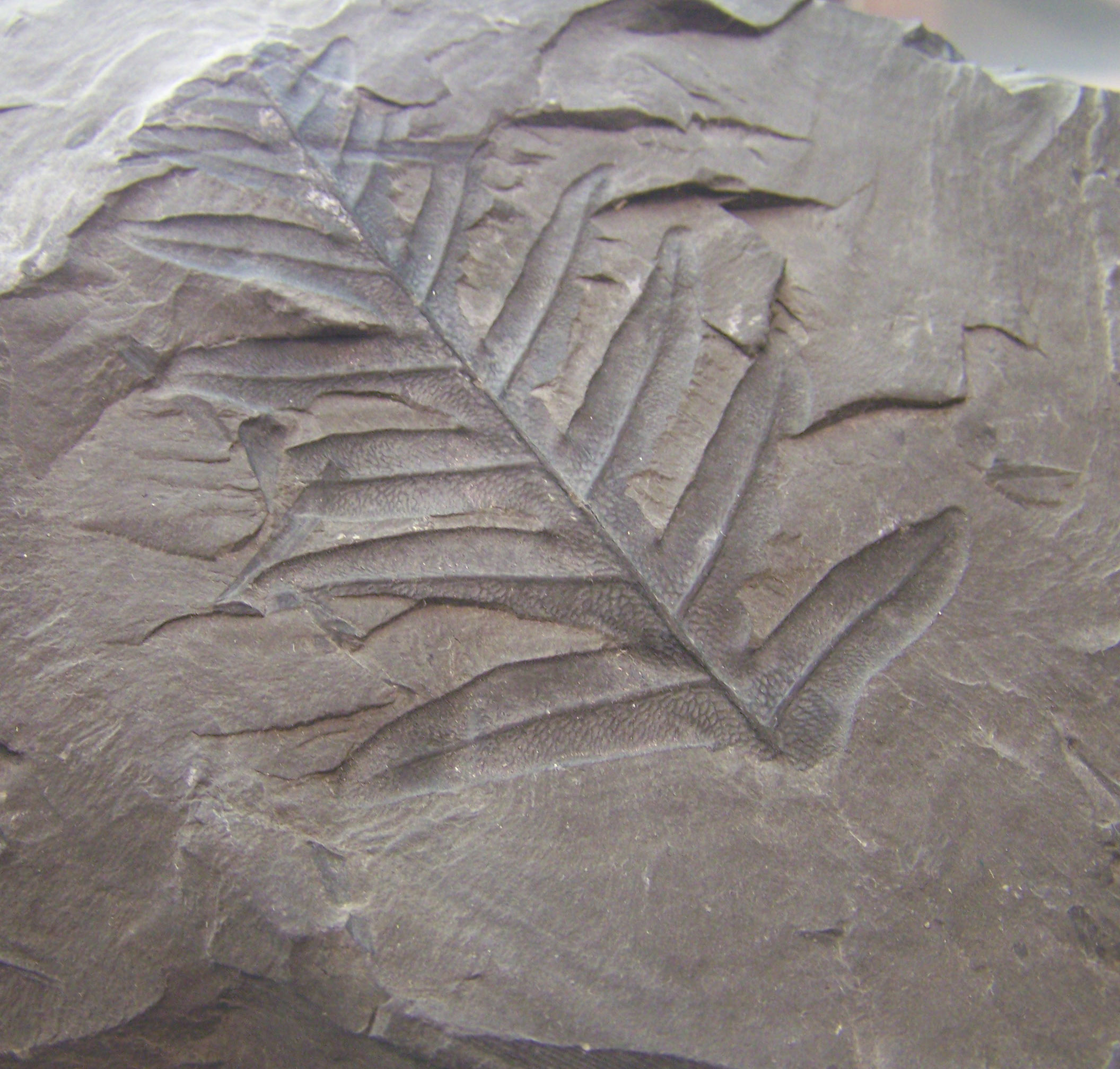
Fronda de Lonchopteris
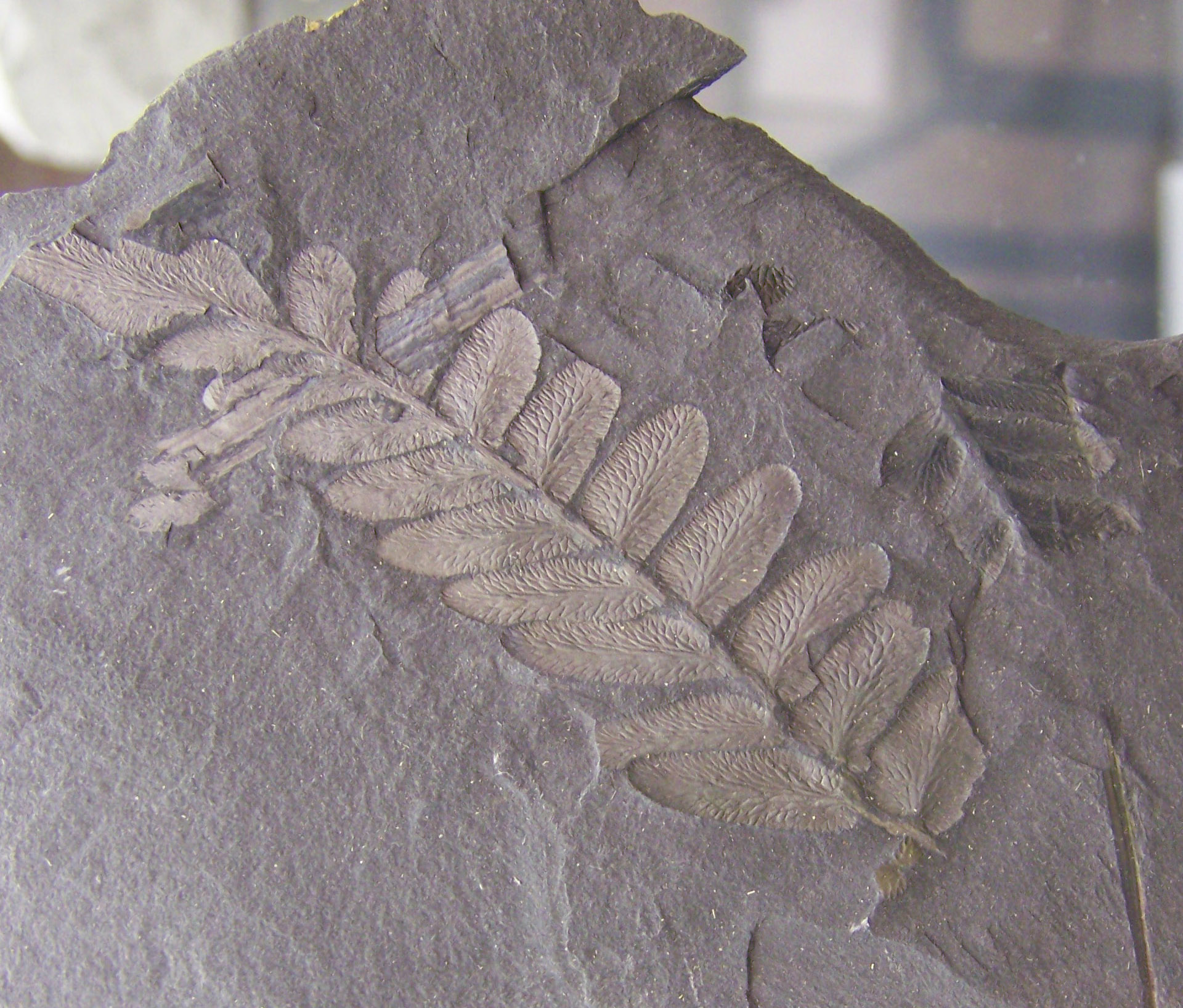
Reticulopteris
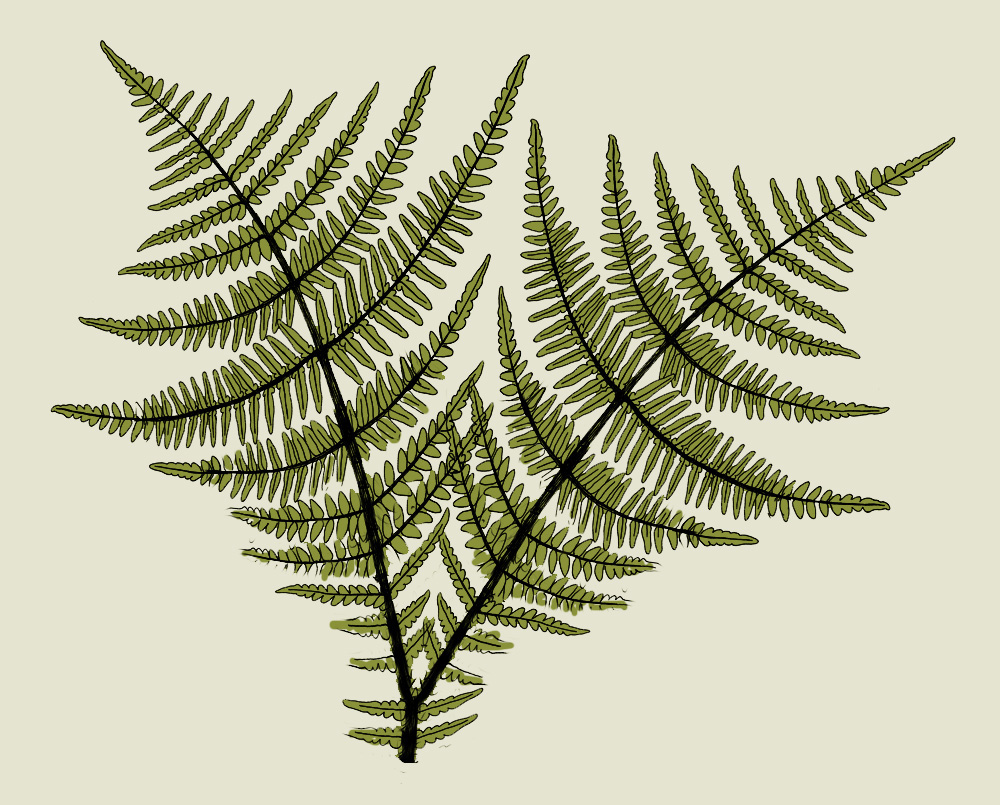
Macroneuropteris
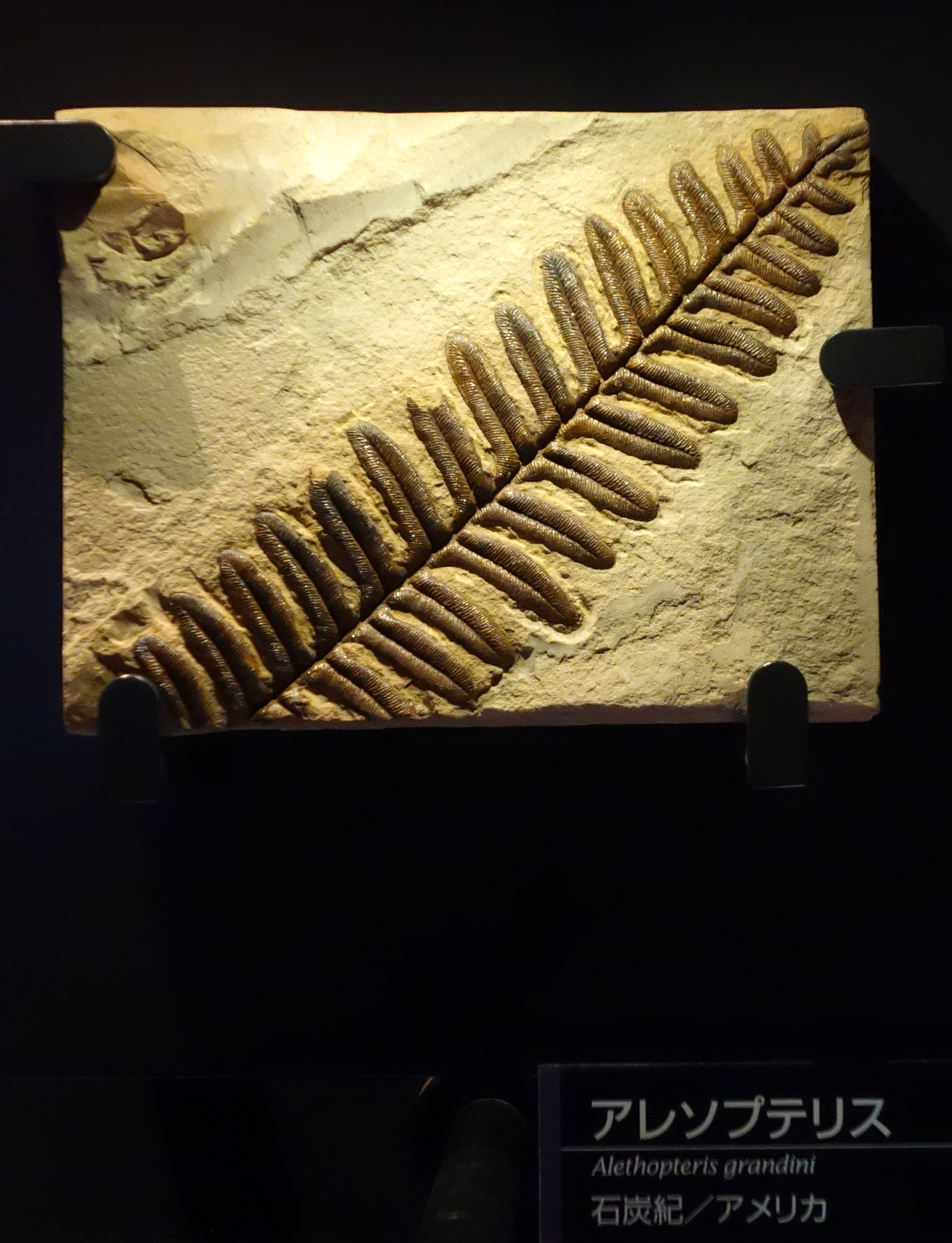
Alethopteris

## Taxonomía
Alethopteridaceae
Alethopteris
Neuralethopteris
Lonchopteris
Lonchopteridium
Cardioneuropteris
Cyclopteridaceae
Laveineopteris
Callipteridium
Margaritopteris
Neurodontopteridaceae
Neuropteris
Reticulopteris
Odontopteris
Macroneuropteris
Neurodontopteris
Neurocallipteris
Barthelopteris
Lescuropteris
Palaeoweichselia
Parispermaceae
Paripteris
Linopteris